# Black Pudding
Black Pudding (с англ. — «Кровяная колбаса») — совместный студийный альбом американского рок-музыканта Марка Ланегана и английского мультиинструменталиста Дюка Гарвуда, изданный в 2013 году.

## Информация об альбоме
Тематически Black Pudding продолжает альбом Ланегана Blues Funeral с его «виски, кровью и святой водой». В своих текстах музыкант придерживается библейских образов, в исполнении — блюзовой усталости, с той лишь оговоркой, что на Black Pudding его баритон звучит в более высоком регистре, придающем записи оттенок сочувствия. Марку аккомпанирует патриарх английского блюза Дюк Гарвуд — совместная работа, сравнимая с дуэтом Ника Кейва и Уоррена Эллиса.

## Отзывы критиков
Альбом был встречен музыкальными рецензентами благосклонно. По качеству своей работы Марк Ланеган занял место в одном ряду с классиками: Томом Уэйтсом, Бобом Диланом и Леонардом Коэном, с тем отличием, что Марк использует свой голос более экономно, тогда как, к примеру, в песнях Тома он является ведущим инструментом. Джон Мёрфи из musicOMH отметил «отличное сочетание мрачного голоса Ланегана и гибкого гитарного стиля Гарвуда». Джон Фриман из Clash охарактеризовал Black Pudding как «скромный и чарующий шедевр», оценив запись на 9 из 10. На сайте Metacritic альбом имеет 71 балл из 100, что указывает на преобладание положительных отзывов.

## Список композиций
| #   | Название                  | Продолжительность |
| --- | ------------------------- | ----------------- |
| 1.  | Black Pudding             | 3:38              |
| 2.  | Pentacostal               | 4:59              |
| 3.  | War Memorial              | 2:48              |
| 4.  | Mescalito                 | 7:53              |
| 5.  | Sphinx                    | 4:20              |
| 6.  | Last Rung                 | 2:26              |
| 7.  | Driver                    | 4:24              |
| 8.  | Death Rides A White Horse | 4:59              |
| 9.  | Thank You                 | 3:32              |
| 10. | Cold Molly                | 5:37              |
| 11. | Shade Of The Sun          | 5:00              |
| 12. | Manchester Special        | 6:03              |

## Участники записи
- Марк Ланеган — вокал
- Дюк Гарвуд — музыкальные инструменты
- Ален Йоханнес — гитара, клавишные («Thank You» и «Shade Of The Sun»)